# Middletown Township (New Jersey)
Middletown Township ist eine Gemeinde (Township) im Monmouth County des US-Bundesstaates New Jersey.
Das U.S. Census Bureau ermittelte bei der Volkszählung 2020 eine Einwohnerzahl von 67.106.
Der örtliche Baseballverein Middletown LL schaffte es 2007 in die Vorrunde der Kinderweltmeisterschaften.
Zur Gemeinde gehören neben dem Ortsteil Middletown auch das Kreidezeitgelände Poricy Park.

## Persönlichkeiten
- Mary Kay Adams (* 1962), Schauspielerin
- Benjamin Bennet (1764–1840), Politiker
- James Mott (1739–1823), Politiker
- James van Riemsdyk (* 1989), Eishockeyspieler
- Trevor van Riemsdyk (* 1991), Eishockeyspieler
- E. W. Swackhamer (1927–1994), Regisseur und Filmproduzent
- Garret D. Wall (1783–1850), Politiker
- Jay Weinberg (* 1990), Schlagzeuger der Band Slipknot
- Tom Wilkens (* 1975), Schwimmer